# Estadística de Fermi-Dirac
La estadística de Fermi-Dirac es la forma de contar estados de ocupación de forma estadística en un sistema de fermiones. Forma parte de la física estadística. Y tiene aplicaciones sobre todo en la física del estado sólido. 
La energía de un sistema mecanocuántico está discretizada. Esto quiere decir que las partículas no pueden tener cualquier energía, sino que ha de ser elegida de entre un conjunto de valores discretos. Para muchas aplicaciones de la física es importante saber cuántas partículas están a un nivel dado de energía. La distribución de Fermi-Dirac nos dice cuánto vale esta cantidad en función de la temperatura y el potencial químico.
La estadística F-D fue publicada por vez primera en 1926 por Enrico Fermi y Paul Dirac.

## Formulación matemática
La distribución de Fermi-Dirac viene dada por:

{\displaystyle n_{i}\left(\varepsilon _{i}{\text{, }}T\right)={\frac {g_{i}}{e^{{\left(\varepsilon _{i}-\mu \right)}/{k_{B}T}\;}+1}}}

donde: 
- {\displaystyle n_{i}} el número promedio de partículas en el estado de energía {\displaystyle \epsilon _{i}}.
- {\displaystyle g_{i}} es la degeneración del estado i-ésimo
- {\displaystyle \varepsilon _{i}} es la energía en el estado i-ésimo
- {\displaystyle \mu } es el potencial químico
- {\displaystyle T} es la temperatura
- {\displaystyle k_{B}} la constante de Boltzmann

## Derivación
El método empleado consistirá en obtener la función de partición para la colectividad macrocanónica, de forma que una vez obtenida se conocerá el gran potencial y a partir de una relación termodinámica se obtendrá el número medio de partículas.
Dado que los sistemas fermiónicos son sistemas de partículas indistinguibles, los estados cuya única diferencia es la permutación de estados de dos partículas son idénticos. De este modo, un estado del sistema estará univocamente definido por el número de partículas que se encuentren en un determinado estado energético, y al tratarse de fermiones los números posibles son 0 y 1. Se denotará por {\displaystyle \epsilon _{r}} el estado energético r-ésimo, por {\displaystyle n_{r}} el número de partículas en el estado r-ésimo y R cada una de las posibles combinaciones de números de ocupación. La función de partición resulta:

{\displaystyle {\mathcal {Z}}=\sum _{l}e^{-\beta (E_{l}-\mu n_{l})}=\sum _{R}e^{-\beta \sum _{r}(\epsilon _{r}n_{r}-\mu n_{r})}=\sum _{R}\prod _{r}e^{-\beta (\epsilon _{r}n_{r}-\mu n_{r})}}

La anterior expresión contiene todas las combinaciones posibles de {\displaystyle n_{r}} para los valores 0 y 1 de forma que puede ser reescrita de la siguiente forma:

{\displaystyle {\mathcal {Z}}=\prod _{r}\sum _{n_{r}=0}^{1}e^{-\beta (\epsilon _{r}n_{r}-\mu n_{r})}=\prod _{r}1+e^{-\beta (\epsilon _{r}-\mu )}}

Aplicando que:

{\displaystyle \Phi =-k_{B}T\ln {\mathcal {Z}}\quad {\text{y}}\quad {\frac {\partial \Phi }{\partial \mu }}=-N}

se tiene que:

{\displaystyle \Phi =-k_{B}T\ln {\mathcal {Z}}=-k_{B}T\sum _{r}\ln(1+e^{-\beta (\epsilon _{r}-\mu )})\quad \Rightarrow \quad {\frac {\partial \Phi }{\partial \mu }}=-N=-\sum _{r}n_{r}=-\sum _{r}{\frac {e^{-\beta (\epsilon _{r}-\mu )}}{1+e^{-\beta (\epsilon _{r}-\mu )}}}}

de modo que:

{\displaystyle n_{r}={\frac {1}{e^{\beta (\epsilon _{r}-\mu )}+1}}}

Debido a que pueden existir diferentes estados cuánticos con una misma energía el número de partículas con una determinada energía vendrá dado por:

{\displaystyle n_{\epsilon }={\frac {g_{\epsilon }}{e^{\beta (\epsilon -\mu )}+1}}}

siendo {\displaystyle g_{\epsilon }} la degeneración de tal energía.

## Interpretación física
Para bajas temperaturas, la distribución de fermi es una función escalón que vale 1 si {\displaystyle \epsilon <\mu } y 0 si {\displaystyle \epsilon >\mu }. Esto quiere decir que las partículas van colocando desde el nivel más bajo de energía hacia arriba debido al Principio de exclusión de Pauli hasta que se hayan puesto todas las partículas. La energía del último nivel ocupado se denomina energía de Fermi y la temperatura a la que corresponde esta energía mediante {\displaystyle \epsilon _{f}=k_{B}T_{f}} temperatura de Fermi. 
Se da la circunstancia de que la temperatura de Fermi de la mayoría de metales reales es enorme (del orden de 10000 Kelvin), por tanto la aproximación de decir que la distribución de Fermi-Dirac sigue siendo un escalón hasta temperatura ambiente es válida con bastante precisión.
La distribución de Fermi-Dirac tiene importancia capital en el estudio de gases de fermiones y en particular en el estudio de los electrones libres en un metal.

## Aplicaciones
La conductividad en los metales puede ser explicada con gran aproximación gracias a la estadística de Fermi-Dirac aplicada a los electrones de conducción o «gas electrónico» del metal.